# L'Archiduc Léopold-Guillaume dans sa galerie à Bruxelles
L'archiduc Léopold Guillaume de Habsbourg dans sa galerie de peinture italienne (en néerlandais : Aartshertog Leopold Willem van Oostenrijk in zijn galerij Italiaanse schilderijen) est une peinture à l'huile réalisée par l'artiste baroque flamand David Teniers le Jeune en 1651. Issu de la collection d'art italien de l'archiduc Léopold-Guillaume, le tableau est conservé aux musées royaux des Beaux-Arts de Belgique.

## Description
Le tableau représente l'archiduc en collectionneur admirant un ensemble d'estampes sur une table. La table serait une création du sculpteur Adriaen de Vries et représente Ganymède.
L'artiste lui-même montre à son mécène un exemple d'estampe. Les peintures sont rigoureusement ordonnées, disposées en rangées sur un mur du fond. Il s'agit d'un des premiers efforts de David Teniers le Jeune de documenter la collection de l'archiduc, avant d'employer 12 graveurs pour compiler son Theatrum Pictorium, considéré comme le « premier catalogue d'art illustré », publié à Anvers après que l'archiduc est parti pour l'Autriche avec sa collection.

## Provenance
Ce tableau a été acheté pour la collection du musée en 1873 auprès de J. Nieuwenhuys à Bruxelles.

## Liste des tableaux représentés
La liste suivante présente les peintures reconnaissables de la collection, qui ne figuraient pas toutes dans le catalogue italien préparé par Teniers. La liste commence par les peintures du mur du fond, allant de gauche à droite et de haut en bas.
| image | titre                                   | artiste                                                          | année       | collection                            | no d'inventaire | code catalogue |
| ----- | --------------------------------------- | ---------------------------------------------------------------- | ----------- | ------------------------------------- | --------------- | -------------- |
|       | Dame aux longs cheveux                  | Palma Vecchio                                                    |             |                                       |                 |                |
|       | Portrait de Jacopo Strada               | Titien                                                           | 1567        | Kunsthistorisches Museum              | GG_81           | 92             |
|       | Portrait d'un inconnu                   | Titien                                                           |             |                                       |                 | 55             |
|       | Judith tenant la tête d'Holopherne (en) | Carlo Saraceni                                                   | 1613        | Kunsthistorisches Museum              | GG_41           | 39             |
|       | La Mort d'Actéon                        | Titien                                                           | 1559        | National Gallery                      | NG6420          | 73             |
|       | Danaë (en)                              | Titien?                                                          |             | Différent des autres versions connues | GG_90           | 74             |
|       | Les Trois Philosophe                    | Giorgione                                                        | 1500s       | Kunsthistorisches Museum              | GG_111          | 20             |
|       | Descente de la Croix                    | Tintoretto                                                       | 1547        | Kunsthistorisches Museum              | GG_1565         | 109            |
|       | Lamentation                             | Palma il Giovane                                                 | 1600s       | Kunsthistorisches Museum              | GG_2            |                |
|       | inconnu                                 |                                                                  |             |                                       |                 |                |
|       | Énée quitte Didon                       | Andrea Schiavone                                                 | 1555        | Kunsthistorisches Museum              | GG_5818         | 135            |
|       | Paysage                                 |                                                                  |             |                                       |                 |                |
|       | Sainte Marguerite                       | Raphael                                                          | 1518        | Kunsthistorisches Museum              | GG_171          | 2              |
|       | Ascension?                              |                                                                  |             |                                       |                 |                |
|       | Adoration des Rois Mages                | Paolo Veronese                                                   | 1585        | Kunsthistorisches Museum              | GG_1515         | 123            |
|       | Résurrection à Naïn                     | Paolo Veronese                                                   | 1560s       | Kunsthistorisches Museum              | GG_52           | 124            |
|       | Parabole des aveugles                   | Domenico Fetti                                                   | 1620s       | Staatliche Kunstsammlungen Dresden    | 644             | 215            |
|       | Pietà                                   | Annibale Carracci                                                | 1603        | Kunsthistorisches Museum              | GG_230          | 40             |
|       | Bergers et moutons                      | Bassani (lequel ?) ou copie réalisée par Teniers                 | 1650s       | Metropolitan Museum of Art            | 89.15.22        |                |
|       | inconnu                                 |                                                                  |             |                                       |                 |                |
|       | Sainte Famille avec Marie-Madeleine     | Palma Vecchio                                                    | 1520-1525   | Kunsthistorisches Museum              | GG_2161         |                |
|       | Portrait de Cecilia Gozzadini           | Parmigianino                                                     | 1530        | Kunsthistorisches Museum              | GG_327          |                |
|       | Vierge à l'enfant                       |                                                                  |             |                                       |                 |                |
|       | Adoration des Mages                     |                                                                  |             |                                       |                 |                |
|       | Saint Dominique et sainte Ursule        | Antonello da Messina (copie réalisée par David Teniers le Jeune) |             | collection privée                     |                 |                |
|       | Scènes de la vie du Christ              |                                                                  |             |                                       |                 |                |
|       | Portrait d'un homme en béret            | Jan van Scorel ou Maarten van Heemskerck                         | before 1575 | inconnu                               |                 |                |
|       | Portrait d'un homme                     |                                                                  |             |                                       |                 |                |
|       | Marius Curius Dentatus                  | Andrea Schiavone                                                 | 1555/1560   | Kunsthistorisches Museum              | GG_1568         |                |